# Grande Oriente Médio

Definição tradicional do Oriente Médio
Definição do G8 do Grande Oriente Médio
Cáucaso e Ásia Central (algumas vezes associados ao Grande Oriente Médio)

O Grande Oriente Médio é um termo político utilizado pelo governo de George W. Bush para designar uma área que se estende do Marrocos e da Mauritânia até o Paquistão e Afeganistão, incluindo a Argélia, Turquia, Líbia, Egito, e a Península Árabe. Os países da Ásia Central, do Cáucaso, do Norte da África e mesmo o Chifre da África (a Somália) são, por vezes, também incluídos. Alguns podem usar o termo para designar as áreas com maiorias muçulmanas significativas, mas esse uso não é universal. O termo não faz sentido em termos acadêmicos. Seu uso como um adjetivo comparativo se deu a partir dos anos 1950 e começou a ser utilizado mais frequentemente em análises estratégicas americanas no fim dos anos 1970, mas seu emprego recente em 2004 que suscitou polêmicas O Grande Oriente Médio é muitas vezes referido como o "Novo Oriente Médio", ou o "Projeto do Grande Médio Oriente".
A administração Bush considera a área como uma região com amplas semelhanças políticas (governos autoritários ou democracias limitadas) e culturais (o Islã), que exigem ativa intervenção externa para promover a aplicação das medidas de liberalização. De dentro da região, esta abordagem é criticada por diversos atores.
Este termo expandido foi introduzido nos trabalhos preparatórios do governo dos EUA para a cimeira do G8 de 2004 como parte de uma proposta de mudança radical na forma como o Ocidente lida com o Oriente Médio.
O antigo Conselheiro de Segurança Nacional dos EUA, Zbigniew Brzezinski, em alusão ao Oriente Médio moderno como uma alavanca de controle em uma área que ele chama de os países dos Balcãs na Eurásia. Os Balcãs eurasiático constituem o Cáucaso (Geórgia, Azerbaijão e Armênia) e Ásia Central (Cazaquistão, Uzbequistão, Quirguistão, Turcomenistão, Afeganistão, e Tajiquistão) e a Turquia. A Turquia constitui a parte mais setentrional do Oriente Médio (embora para alguns o país se encontra na região do Cáucaso). Os territórios da Turquia ocidental (ou seja, a Trácia oriental e as áreas em torno de Istambul) são consideradas uma parte do Sudeste da Europa, e não do Oriente Médio.